# Kendrick John Forbes

Wappen von Kendrick John Forbes

Kendrick John Forbes (* 20. August 1975 in Nassau) ist ein bahamaischer Geistlicher und römisch-katholischer Bischof von Roseau auf Dominica.

## Leben
Kendrick John Forbes studierte Philosophie und Theologie am St. Meinrad College Seminary and School of Theology  in Indiana und erwarb den Master of Divinity sowie den Mastergrad in Theologie. Am 11. Juni 2002 empfing er das Sakrament der Priesterweihe für das Erzbistum Nassau. Nach weiteren Studien erwarb er an der Katholischen Universität von Amerika das Lizenziat im Fach Kanonisches Recht.
Nach zwei Jahren als Assistenzpriester an der Kathedrale von Nassau und neben verschiedenen Aufgaben in der Pfarrseelsorge war er ab 2004 Offizial des Erzbistums und hatte ab 2012 den Vorsitz im diözesanen Prüfungsausschuss. Ab 2017 war er Generalvikar des Erzbistums Nassau.
Papst Franziskus ernannte ihn am 2. Mai 2024 zum Bischof von Roseau. Der Erzbischof von Castries, sein Amtsvorgänger Gabriel Malzaire, spendete ihm am 25. Juli desselben Jahres in der Kathedrale von Roseau die Bischofsweihe. Mitkonsekratoren waren der Apostolische Nuntius auf Dominica, Erzbischof Santiago de Wit Guzmán, und der Erzbischof von Nassau, Patrick Christopher Pinder.